# Hermann Mutzenbecher
Hermann Franz Matthias Mutzenbecher (* 7. Juni 1855 in Hamburg; † 29. September 1932 ebenda) war ein deutscher Versicherungsunternehmer.
Mutzenbecher stammte aus der alteingesessenen hanseatischen Hamburger Kaufmannsfamilie Mutzenbecher; sein Vater Hermann Mutzenbecher (1819–1906) war ebenfalls Versicherungsunternehmer. Franz Ferdinand Mutzenbecher (1869–1960), der Bruder von Hermann Mutzenbecher junior, war an dessen Unternehmungen maßgeblich beteiligt. Nach einer kaufmännischen Lehre war Mutzenbecher junior zunächst in London bei der dortigen Niederlassung des Handelsunternehmens Adolf Tesdorpf & Co. tätig. Danach trat er 1880 in die von seinem Vater begründete Versicherungs-Gesellschaft von 1873 ein und war ab 1890 gemeinsam mit deren Direktor. 1881 gründete er die Firma H. F. M. Mutzenbecher; 1901 gründete er die weltweit operierende Albingia-Versicherungs AG. Er leitete das Unternehmen als Vorstandsvorsitzender und Generaldirektor von 1907 bis 1930. 1911 erwarb er die Aktienmehrheit der in Mannheim ansässigen Lebensversicherung Vita und verlegte sie nach Hamburg, wo sie fortan unter dem Namen Hamburg-Mannheimer Versicherungs AG firmierte.
In der Weltwirtschaftskrise 1929 geriet der Mutzenbecher-Konzern in finanzielle Bedrängnis und 1930 wurden die Konzerngesellschaften verkauft. Fortan konzentrierte sich die verbliebene Firma Mutzenbecher & Co. auf das Versicherungsmakler-Geschäft. Hermann Mutzenbecher hatte zwei Söhne und zwei Töchter.

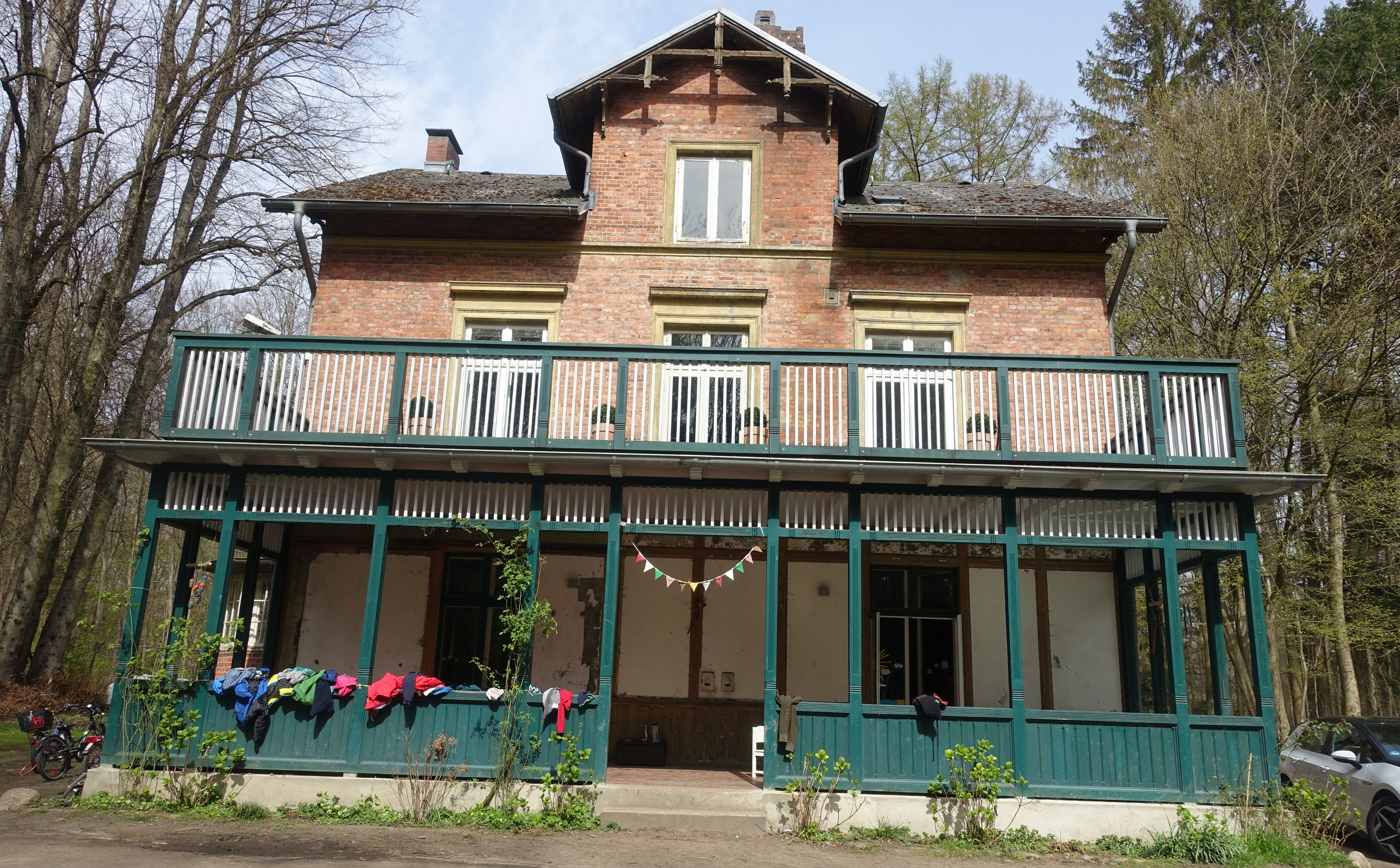
Villa Mutzenbecher 2022

Von 1908 bis 1910 ließ sich Mutzenbecher im Niendorfer Gehege von dem Architekten Erich Elingius einen bestehenden Backsteinbau, der im Jahr 1900 für ihn als privater Rückzugsort errichtet worden war, im gründerzeitlichen Landhausstil nach englischem Vorbild umbauen. Die Sanierung des Hauses, das heutzutage unter dem Namen „Villa Mutzenbecher“ bekannt ist, soll Ende 2020 abgeschlossen sein. Ab Januar 2021 sollen das „Forum Kollau“ mit dem Stadtteilarchiv und die Kita „Waldforscher“ mit ihrer Vorschule in die fertiggestellte Villa einziehen.